# Кшемениця (Поморське воєводство)
Кшемениця (пол. Krzemienica) — село в Польщі, у гміні Слупськ Слупського повіту Поморського воєводства.
Населення — 138 осіб (2011).
У 1975—1998 роках село належало до Слупського воєводства.

## Демографія
Демографічна структура станом на 31 березня 2011 року:
|          | Загалом | Допрацездатний вік | Працездатний вік | Постпрацездатний вік |
| -------- | ------- | ------------------ | ---------------- | -------------------- |
| Чоловіки | 73      | 12                 | 53               | 8                    |
| Жінки    | 65      | 10                 | 46               | 9                    |
| Разом    | 138     | 22                 | 99               | 17                   |